# جائزة اليابان الكبرى 1993
جائزة اليابان الكبرى 1993 هو سباق فورمولا 1 أقيم بتاريخ 24 أكتوبر 1993 في اليابان. كان الخامس عشر من أصل 16 في بطولة العالم لسباقات الفورمولا واحد موسم 1993. حلّ البرازيلي آيرتون سينا أولا بينما جاء الفرنسي ألن بروست في المركز الثاني وحصل على المركز الثالث الفنلندي ميكا هاكينن.